# Idactus ellioti fasciculosus
Idactus ellioti fasciculosus es una subespecie de escarabajo longicornio del género Idactus, tribu Ancylonotini, subfamilia Lamiinae. Fue descrita científicamente por Aurivillius en 1903.

## Descripción
Mide 11-17 milímetros de longitud.

## Distribución
Se distribuye por Etiopía, Kenia, Mozambique, Uganda, Somalia, Tanzania y Zimbabue.